# Laphria cinerea
Laphria cinerea là một loài ruồi trong họ Asilidae. Laphria cinerea được Back miêu tả năm 1904. Loài này phân bố ở vùng Tân Bắc giới.